# Nils Juhlin
Nils Ivan Juhlin, född den 1 oktober 1907 i Karlstad, död den 15 juli 1993 i Gräsmarks församling, Värmlands län, var en svensk militär.
Juhlin blev fänrik vid Värmlands regemente 1930 och löjtnant där 1934. Efter att ha genomgått Krigshögskolan 1936–1938 blev han kapten vid generalstabskåren 1941 och major där 1948. Juhlin var chef för försvarsstabens pressdetalj 1941–1944 och stabschef vid VII. militärbefälhavarstaben 1949–1952, vid infanteriinspektionen 1952–1955. Han genomgick Försvarshögskolan 1957. Juhlin befordrades till överstelöjtnant 1953, vid Hälsinge regemente 1955, och till överste 1957. Han var befälhavare för Kalix försvarsområde 1957–1960 och chef för Hallands regemente 1960–1968. Juhlin blev riddare av Svärdsorden 1949, kommendör av samma orden 1961 och kommendör av första klassen 1965. Han var medarbetare i Svenska Morgonbladet och andra tidningar 1940–1945 samt publicerade artiklar i militära tidskrifter. Juhlin vilar på Gräsmarks kyrkogård.